# Legija neranjivih
Legija neranjivih je 141. epizoda serijala Kit Teler (Mali rendžer) obјavljena u Lunov magnus stripu #1027. Sveska je u Srbiji objavljena 9. januara 2024. Koštala je 330 dinara (2,8 €, 3 $). Epizoda je imala 96 strana. Izdavač јe bio Golkonda iz Beograda. Tiraž sveske bio je 3.000 primeraka.

## Originalna epizoda
Ova epizoda objavljena je premijerno u Italiji u julu 1975. kao broj 141. pod nazivom La legione degli invulnerabili. Koštala je 350 lira.

## Kratak sadržaj
Kit i Frenki, u dogovoru sa lokalnim pogrebnikom, organizuju lažno odvođenje Kita iz Star Sitija u sanduku u pogrebnim kolima. Ejton je, međutim, saznao za prevaru i na Kaselovo insistiranje kreće da ubije Kita. U trenutku kada sustiže kola, Kit sa kolima pada u reku. Ejton skače za njim, ali se u reci utapa pred Kitovim očima. Par meseci kasnije, u utvrđenje rendžera stiže vest kako je u gradiću Lismor čovek po imenu Benson ubio sedmoro ljudi. Kit i Frenki kreću da ispitaju ovaj slučaj. Na putu sreću Triger Majlsa, profesionalnog revolveraša, koji je takođe krenuo u Lismor da ubije Bensona. Stigavši u Lismor, Triger izaziva Bensona, ali gubi u dvoboju. Epizoda doseže vrhunac kada Kit i Frenki, gledajući dvoboj iz kuće, shvataju da Benson izgleda potpuno isto kao Ejton. Sličnost nije samo u licu. I Benson je krupan, snažan, brz na obaraču i nepobediv. Kit prilazi Bensonu i obraća mu se sa “Zdravo Ejtone!”, ali Benson se ponaša kao da ga vidi u životu prvi put. Kit i Frenki su i ubeđeni da je Benson Ejton. (Kit sumnja da je Ejtn izgubio pamćenje.) Da bi razrešili misteriju Bensonovog identiteta, Kit šalje telegram Ani Četiri Pištolja da hitno dođe u Lismor da vide kako će Benson reagovati na njenu pojavu.  Benson se u Lismoru takođe nalazi u društvu Kasela koji se prema njemu ponaša kao gospodar i izdaje mu naređenja. Saznajemo da je Benson otporan na vrućinu. Dok se Kasel kupa u sauni na 45 stepeni, Benson mirno stoji pored njega obučen u zimski kaput bez kapljice znoja.
Tokom noći, Kit sa krova kuće puca iz puške na Bensona, ali se ništa ne dešava. Benson se samo okreće i odlazi. U Lismore stiže Ani sa četiri pištolja da na sred gradskog trga naredi Bensonu da joj izglanca čizme, što ovaj bezpogovorno čini. Kit, Ani i Franki prate Bensona i Kesela do naizgled pustog ostrva gde im se gubi trag. Kit pretpostavlja da su prešli na ostrvo, te se sva trojica prebacuju na njega. Ani tokom noći otkriva da postoji šest identičnih Bensona ili Ejtona koji ulaze u tajni ulaz pod velikim hrastom. Kit ulazi za njima i zatiče podzemnu laboratoriju u kojoj otkriva da su Bensoni/Ejtoni zapravo roboti. Tamo upoznaje Kasela, koji je donator, i profesora Belfegora koji se predstavlja kao kibernetičar. Kaselov cilj je da osvoji svet sa armijom gvozdenih ljudi."

## Prvo pojavljivanje ove epizode u LMS 1978. godine
Prvi deo ove sveske (str. 3-44) pojavio se prvi put u LMS-302 Dvoboj u podne, a drugi deo u LMS-303 Gvozdeni čovek. Originano, ova epizoda objavljena je u tri sveske (#140-142), dok je u bivšoj Jugoslaviji objavljena u dve (LMS-302 i 303)

## Prethodna i naredna sveska LMS
Prethodna sveska LMS-1026 nosila je naziv Kraljica Misurija (Ken Parker), a naredna #1028 Aleksandrijski svetionik (Natan Never).